# Grijsbruine zalmplaat
De grijsbruine zalmplaat (Clitopilus caelatus) is een schimmel behorend tot de familie Entolomataceae. De paddenstoel is weinig opvallend en komt voor in de grijze duinen. Deze terrestrische (bodembewonende) saprotroof komt voor in graslanden en heide, vooral in zure en zanderige grond. De vruchtlichamen verschijnen van juli tot november.

## Kenmerken
Hoed
De hoed heeft een diameter 5 tot 30 mm. Aanvankelijk is het bolvormig en later wordt het platter. De hoedrand is eerst opgerold, daarna recht. Het is licht hygrofaan, niet gestreept en niet doorschijnend als het nat is. Het oppervlak is donkergrijs tot grijsbruin, lichter aan de rand, iets vervaagd als het droog is.
Lamellen
De lamellen zijn aanvankelijk crème, dan roze. 
Steel
De steel is 20 tot 40 mm lang en 2 tot 3 mm dik, cilindrisch, soms gebogen, eerst vol, dan leeg. Het oppervlak heeft de kleur van sepia of grijsbruin. Aanvankelijk is het licht behaard, daarna glad en glanzend.

### Microscopische kenmerken
De sporen zijn 6,5–9 × 4–5 µm. Langwerpig tot langwerpig van vorm, iets fijn gesneden. 4-sporige basidia met de afmeting 18–32 × 6–9 µm. Talrijke pseudocystidia, 4 tot 12 µm breed, cilindrisch tot knotsvormig, soms met een conische punt, korrelig van binnen. Hyfen in de buitenste laag van de hoed zijn smal cilindrisch, 3,5 tot 7 µm dik. Hij staat op de Rode Lijst van planten en schimmels van Polen, Duitsland, Denemarken en Nederland. 

## Verspreiding
De grijsbruine zalmplaat is een Europese- en Noord-Amerikaanse soort. Bovendien komt hij in enkele plaatsen voor in Argentinië en Marokko. 